# Charles Nicholson (Flötist)

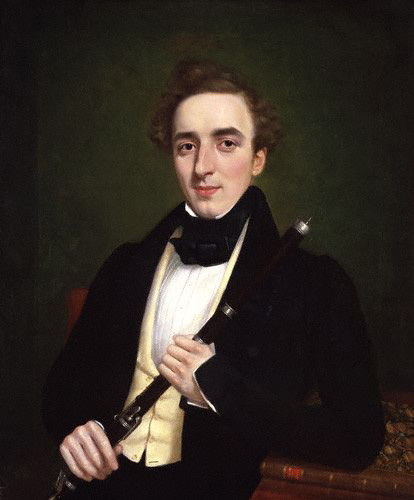
Charles Nicholson (1834)

Charles Nicholson (* 1795 in Liverpool; † 26. März 1837 in London) war ein britischer Flötist, der regelmäßig in London auftrat. Zwischen 1816 und 1836 war häufig als Solist der Royal Philharmonic Society und anderer wichtiger Orchester zu hören. Nicholson trat nie außerhalb Großbritanniens auf. Neben seiner Tätigkeit als Instrumentalist gab er auch Unterricht und veröffentlichte eine Reihe von Lehrbüchern, die im 19. Jahrhundert veröffentlicht wurden.